# Terra d'Otranto
Terra d'Otranto ali Terra di Otranto (za Dežela Otranto) je zgodovinska in geografska regija Apulije, ki v veliki meri ustreza polotoku Salento, ki je bil starodavno del Kraljevine Sicilije in pozneje Neapeljskega kraljestva, in je postala provinca Kraljevine Dveh Sicilij.
Po združitvi Italije v 1860-ih letih se je večina območja preimenovala v pokrajino Lecce.

## Zgodovina
Terra d'Otranto je bila velikega pomena v antiki in zgodnjem srednjem veku ter je bila sedež bizantinske vlade, od koder izvira ime. Med normanskim osvajanjem rodbine Hautevillea v južni Italiji je leta 1055 nastala grofija Lecce, leta 1088 pa kneževina Taranto. Pod Staufovci, (Friderik II. Hohenstaufen) je bila Apulija razdeljena na tri giustizierati: Capitanata, Terra di Bari in Terra d'Otranto, od katerih je bila slednja ena najjužnejših. Ta upravna organizacija se je ohranila po vsej Kraljevini Siciliji in kasneje v Neapeljskem kraljestvu.
Prva prestolnica je bil Otranto, ki je v poznem 12. stoletju izgubil svoj pomen; vendar je ohranil nadškofijski prestiž, ohranjen v 11. stoletju.
Od 11. stoletja so bili sestavni del Terra d'Otranto ozemlja današnjih pokrajin Lecce, Taranto in Brindisi (z izjemo Fasana, Cisternina) in je do leta 1663 vključevala tudi ozemlje Matere.
Po drugi strani je Lecce, ki leži v "srcu Salenta", postajal vse pomembnejši upravni sedež, vendar je ostal podrejena škofija Otranta. Pod francoskimi vladarji Anžujci in nato španskimi Habsburžani je Lecce postal nesporno politično in upravno središče Terra d'Otranto, enega najbogatejših in najbolj kulturnih mest v Sredozemlju.
S kraljevim odlokom št. 132 z dne 8. avgusta 1806 o "divisione ed amministrazione delle province del Regno" (razdelitev in uprava provinc kraljestva)  je takratni neapeljski kralj Joseph Bonaparte reformiral teritorialno strukturo kraljestva po francoskem vzoru in odpravil sistem giustizierati. Zakon je razdelil kraljestvo na trinajst provinc (Provincie), vsaka s svojim glavnim mestom. Te so bile nadalje razdeljene na okraje (distretti) in okrožja (circondari), vsako s prestolnico. Provinca Terra d'Otranto je bila razdeljena na tri okrožja (Lecce, Taranto, Mesagne). Glavno mesto province je bilo Lecce. Z upravnim kraljevim odlokom per la nuova circoscrizione delle quattordici provincie del Regno di Napoli (za nov opis 14 provinc Neapeljskega kraljestva) št. 922 z dne 4. maja 1811 so bile province Neapeljskega kraljestva razdeljene na okraje, okrožja in občine (Comuni). Za pokrajino Terra d'Otranto ni bilo večjih sprememb.
Z upravnim odlokom per la formazione di un quarto distretto nella provincia di Terra d'Otranto (za oblikovanje 4. okrožja v provinci Terra d'Otranto) št. 1697 z dne 21. aprila 1813, ki ga je izdal Joachim Murat, je provinca Terra d'Otranto 1. januarja 1814 dobila 4. okrožje Gallipoli. Poleg tega je bilo okrožje Mesagne preimenovano v okrožje Brindisi. Z odlokom št. 360 z dne 1. maja 1816, ki ga je izdal Ferdinand I. se je število provinc povečalo na 15 in Comuni razdeljene v tri kategorije:
- Prvi razred so sestavljale občine z najmanj 6000 prebivalci, kjer je bila intendancija, pritožbeno sodišče ali kazensko sodišče, in tiste z rednim dohodkom 5000 dukatov.
- Drugi razred je povzemal skupnosti s 3000 do 6000 prebivalci in tiste, kjer je bila podintendancija.
- Tretji razred so sestavljale skupnosti z manj kot 3000 prebivalci. [6]

Upravni zakon št. 570 z dne 12. decembra 1816 sull'amministrazione civile (o državni službi) je ohranil Napoleonov model z nekaterimi spremembami. 

### Propad province
Po združitvi Italije se je Terra d'Otranto preimenovala v pokrajino Lecce. Štiri okrožja, kjer je bilo ozemlje razdeljeno na okrožja, so ostala nespremenjena in postala Kraljevina Italija.
V 20. stoletju bo zgodovinsko ozemlje province razkosano z nastankom leta 1923, province Jonije in leta 1927, province Brindisi (ki sta bila združena dva agregata, Fasano, Cisternino, ki sta prej pripadala Bariju).

## Geografija
Otranto je bil na severu omejen s Terra di Bari, Bazilikato na zahodu, z Jonskim morjem na jugu in vzhodom z Jadranskim morjem.
Raztezala se je približno 140 km od tako imenovanega "praga Mesapiana", ki je na severu, do Santa Maria di Leuca na jugu in v povprečju približno 40 km med Tarantskim zalivom na zahodu in Otrantskim prelivom na vzhodu in je nato vsebovala celoten polotok Salento, pa tudi znaten del Murgie, znane kot Valle d'Itria in del Alta Murgia proti Jonskemu morju.
Od 1. januarja 1817 je bila upravna organizacija dokončno urejena z zakonom o upravnem okrožju provinc kraljeve strani.
Sedež upravne stavbe je bil v Lecceju v sedanjem sedežu prefekture Celestine.

## Grbi
Na grbu je upodobljen delfin s simbolom polmeseca (Turkov) v gobcu.[1]
Polmesec je bil vstavljen po izgonu muslimanov po posredovanju Alfonsa Aragonskega, sina neapeljskega kralja Ferdinanda I., kar se je zgodilo leta 1481, leto po padcu v sovražnikove roke.

## Kuhinja
Ime je tudi ime ekstra deviškega oljčnega olja (Geografske označbe in tradicionalne posebnosti v Evropski uniji), imenovanega Terra d'Otranto.